# Pachycrepoideus
Genre
Pachycrepoideus est un genre d'Hyménoptères parasitoïdes de la famille des Pteromalidae, comprenant trois espèces.

## Liste des espèces
Selon GBIF (27 juin 2021) :
- Pachycrepoideus schedli Delucchi, 1956
- Pachycrepoideus veerannai Narendran & Anil, 1992
- Pachycrepoideus vindemmiae (Rondani, 1875)

## Systématique
Le nom scientifique de ce taxon est Pachycrepoideus, choisi en 1904 par l'entomologiste américain William Harris Ashmead, pour l'espèce type Pachycrepoideus vindemmiae, initialement classée dans le genre Pteromalus sous le protonyme Pteromalus vindemmiae.
Les genres suivants sont synonymes de Pachycrepoideus selon GBIF (27 juin 2021) :
- Anisopteromalia Boucek, 1954
- Toxeumopsis Girault, 1915